# HD 33579
HD 33579是大麥哲倫星系內的一顆恆星。 
它是一顆白/黃特超巨星，也是LMC最亮的恆星之一。它是非常罕見的恆星類型，目前正不斷的變化由藍特超巨星發展成為紅特超巨星，並首度演化呈現黃色。這意味著它正處於黃特超巨星的階段上，雖然它的光譜類型是A3，也意味著它也被描述為白特超巨星。 